# 대한민국 헌법 제125조
대한민국 헌법 제125조는 헌법 제9장의 조항이다. '대외무역의 육성과 규제 및 조정'에 관한 조항이다.

## 본문
국가는 대외무역을 육성하며, 이를 규제·조정할 수 있다.

## 같이 보기
- 대한민국 헌법 제9장